# ルース・カーニー
- ルース・カーニー[1]
- ルース・キアニー[2]

ルース・ディリア・カーニー（Ruth Delia Kearney, 1984年11月11日 - ）は、アイルランドの女優。『プライミーバル』のジェス・パーカー役、『ザ・フォロイング』のデイジー・ロック役、Netflixのシリーズ『Flaked』のロンドン役で知られる。

## 生い立ち
カーニーはアイルランド人の両親の間にイングランドのロンドンで生まれ、5歳の時にアイルランドのダブリンへ引っ越した。ダブリンの都市のすぐ外側の小さな海沿いの街モンクスタウンで育った。彼女は聖アンドリュー・カレッジへ入学し、トリニティ・カレッジでドラマと西洋古典学を学び、優秀な成績を修めて卒業した後、ブリストル・オールド・ビク・シアター・スクールで練習を積んで2009年に卒業した。彼女のキャリアは劇場で始まり、アントニア・トーマスとテオ・ジエームズと共演した Man of Mode、On the Razzle、Three Sisters、Oh! What a lovely War!、Othello といった舞台に出演した。

## キャリア
カーニーの最も良く知られた役はSFドラマ『プライミーバル』のジェス・パーカー役で、カーニーは2011年にキャストに加わってシリーズ4とシリーズ5に出演した。
2014年にはFXのサスペンスドラマ『TYRANT/タイラント -独裁国家-』にゲスト出演し、カタリーナ役を演じた。
2015年にはフォックス放送のサスペンスドラマ『ザ・フォロイング』シリーズ3にデイジー・ロック役で繰り返し出演した。
Netflixのオリジナルコメディドラマ『Flacked』では女性リーダーのロンドン役で出演し、ウィル・アーネットと共演した。カーニーが演じた人物はロサンゼルスのヴェニスへ新たにやって来た魅力的な女性で、ウィル・アーネットやデイヴィッド・サリヴァンの演じる登場人物との愛の三角関係に陥る。この役はカーニーが初めて出演したコメディドラマの登場人物であった。シリーズは2016年3月11日に第1話が公開され、同時に全8話が公開された。
『Flaked』は2017年にシリーズ2が公開された。また、ルース・カーニーはEpixの『Get Shorty』シリーズ1にベッカ・モーガン役で出演し、2017年9月に当該エピソードの初回が放送された。

## 私生活
カーニーはイギリスの俳優、映画・テレビプロデューサー、兼監督のテオ・ジェームズの妻である。二人はビストル・オールド・ビク・シアター・スクールで出会い、2009年から恋愛関係にあった。2018年8月25日にイズリントン区のメトロポリタンバラで結婚した。

## 出演作
| 年    | 題                             | 役                         | 備考                                                        |
| ----- | ------------------------------ | -------------------------- | ----------------------------------------------------------- |
| 2009  | Gracie!                        | ミリアム                   | テレビドラマ                                                |
| 2010  | プライミーバル                 | ジェシカ・ジェス・パーカー | Webisodes                                                   |
| 2011  | プライミーバル                 | ジェシカ・ジェス・パーカー | テレビシリーズ（レギュラー、13エピソード: 2011年 - 2012年） |
| 2011  | ホルビー・シティー             | ジェニー・プロクター       | テレビシリーズ（2エピソード）                               |
| 2011  | Fast Freddie, The Widow and Me | ステイシー                 | テレビ映画                                                  |
| 2013  | Jet Stream                     | エンジェル                 | テレビ映画                                                  |
| 2014  | TYRANT/タイラント -独裁国家-   | カタリーナ                 | テレビシリーズ（2エピソード: 2014年）                       |
| 2015  | ザ・フォロイング               | デイジー                   | テレビシリーズ（シリーズ3の11エピソード）                   |
| 2016- | Flaked                         | ロンドン                   | テレビシリーズ（レギュラー、14エピソード）                  |
| 2017  | Get Shorty                     | ベッカ・モーガン           | テレビシリーズ（3エピソード）                               |
| 2019  | Sanditon                       | Eliza Campion              | テレビシリーズ（3エピソード）                               |
| 2019  | Trouble Will Find Us           | テス                       |                                                             |